# Leers (Frankrijk)
Leers is een Franse gemeente in het Noorderdepartement (Frans: département du Nord) (regio Hauts-de-France). De plaats maakt deel uit van het arrondissement Rijsel. Leers ligt tegen de Belgische grens. Aan de andere kant van de grens ligt het Belgische dorp Leers-Nord. De dorpskern van Leers is tegenwoordig door nieuwe woonwijken met die van het Belgische Leers-Nord vergroeid. In het zuiden van de gemeente ligt op de grens met het Belgische Néchin het grensgehucht Gibraltar. Leers telde op 1 januari 2022 9.555 inwoners.

## Geschiedenis
Het Franse Leers en Belgische Leers-Nord vormden lang een geheel in de Kasselrij Rijsel. Bij de Vrede van Aken tussen Frankrijk en Spanje in 1668 werden aan Frankrijk een aantal gebieden in het huidige Noorderdepartement toegekend, wat bij de Vrede van Nijmegen werd bevestigd. Door het oude feodale systeem kende de grens op verschillende plaatsen echter nog een grillig verloop, soms met enclaves. Een commissie moest de grenzen vastleggen, maar het duurde tot 22 augustus 1769 eer er een grensverdrag kwam tussen de Franse koning Lodewijk XV en Maria Theresia van Oostenrijk (de Spaanse Nederlanden waren ondertussen de Oostenrijkse Nederlanden). Leers werd volledig bij het Franse koninkrijk gevoegd. Kerkelijk bleef Leers daarentegen onder het Bisdom Doornik. De weg van Doornik naar Menen liep door Leers en dus over de grens, wat omwille van tol op verzet stuitte. In 1779-1780 kwam er onder Lodewijk XVI een nieuw verdrag. Leers werd nu in twee verdeeld. Leers-Nord kwam bij het Doornikse in de Oostenrijkse Nederlanden, Leers-Sud bleef in de Franse Kasselrij Rijsel.
In 1820, toen Leers-Nord tot het Verenigd Koninkrijk der Nederlanden behoorde, werd de landsgrens definitief vastgelegd in het Verdrag van Kortrijk.

## Geografie
De oppervlakte van Leers (Frankrijk) bedraagt 5,4 vierkante kilometer; Op 1 januari 2022 was de bevolkingsdichtheid 1.769,4 inwoners per km².

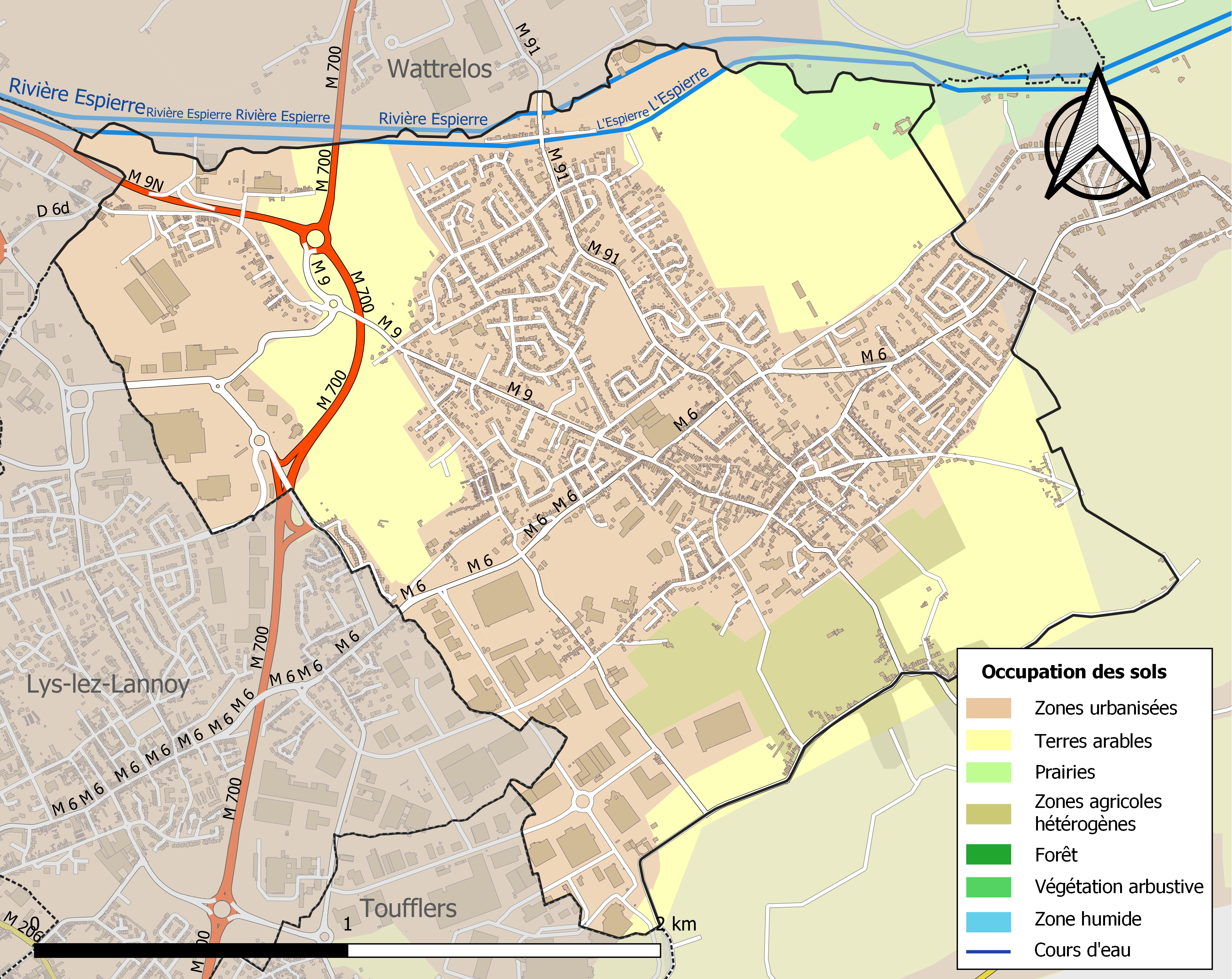
Kaart van de gemeente met belangrijkste infrastructuur, bodemgebruik en omliggende gemeenten

## Bezienswaardigheden
- De Eglise Saint-Vaast
- De windmolen Le Moulin Blanc
- Op de begraafplaats van Leers liggen Franse en Britse gesneuvelden uit beide wereldoorlogen.

## Natuur en landschap
Leers is gelegen ten zuiden van het Canal de Roubaix. In het oosten grenst het aan de Belgische provincie Henegouwen. In het westen en het zuiden liggen diverse plaatsen die, evenals Leers, behoren tot de agglomeratie van Roubaix. De hoogte varieert van 21 tot 37 meter.

## Demografie
Onderstaande figuur toont het verloop van het inwonertal.

## Nabijgelegen kernen
Lys-lez-Lannoy, Wattrelos, Leers-Nord, Néchin
Leers · Wattrelos · Roubaix